# Zé Marco
José Marco Nobrega Ferreira de Melo dit Zé Marco, né le 19 mars 1971 à João Pessoa, est un joueur de beach-volley brésilien.

## Palmarès
- Jeux olympiques
  -  Médaille d'argent en 2000 à Sydney avec Ricardo Santos